# Flatbröd

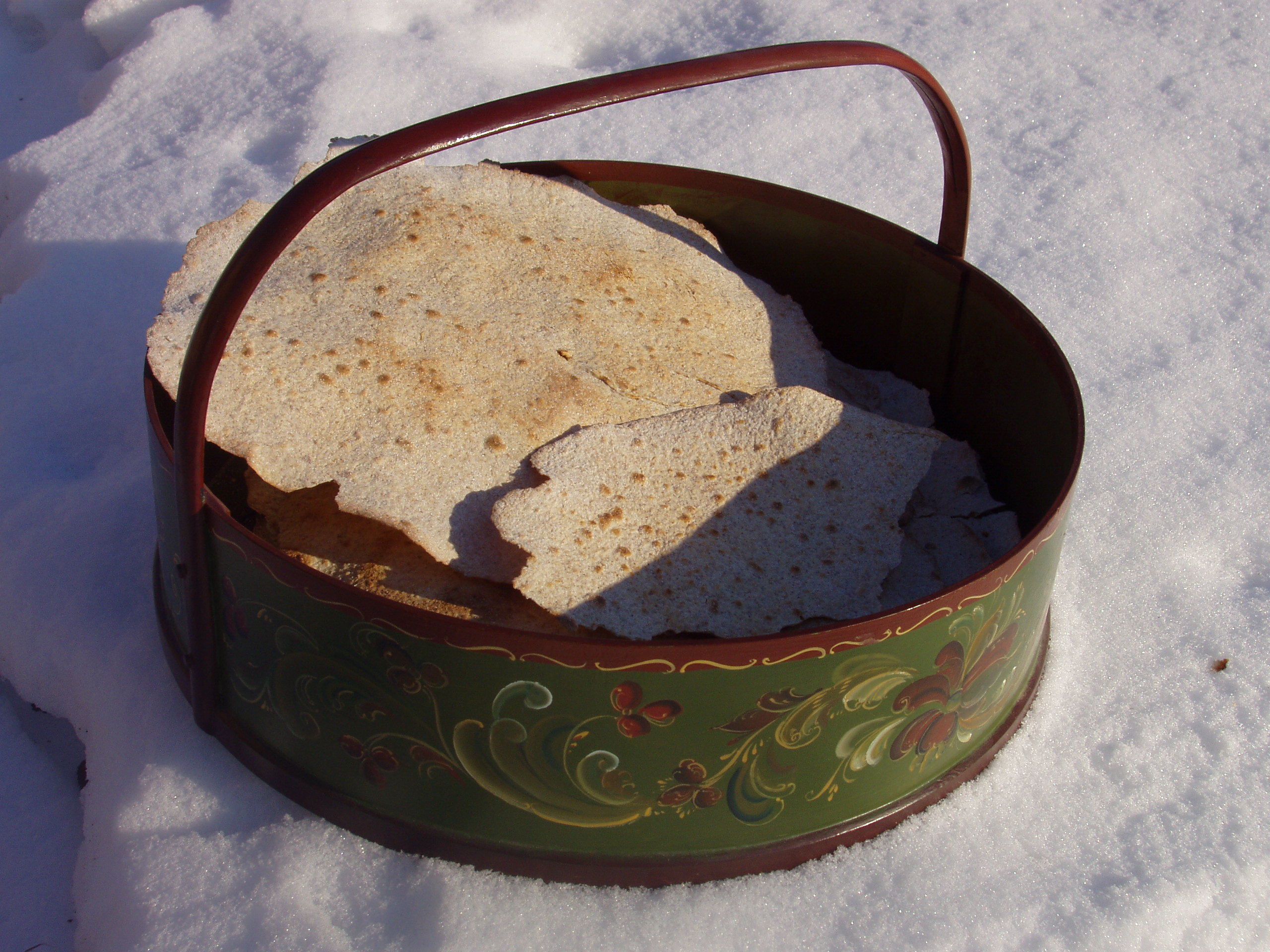
Flatbröd i en traditionell norsk brödkorg.

Flatbröd är ett ojäst, hårt, tunt bröd, som liknar svenskt hårt tunnbröd. Till skillnad från tunnbröd är flatbröd dock alltid ojäst.
Förutom i Norge förekommer brödtypen även i Bohuslän, Dalsland och de norrländska landskapen.